# Tatjana Kuwszynowa
Tatjana Władimirowna Kuwszynowa (ros. Татьяна Владимировна Кувшинова, ur. 2 września 1967) – radziecka i rosyjska judoczka i sambistka.
Siódma w mistrzostwach świata w 1989 i 1993; uczestniczka zawodów w 1987, 1995 i 1999. Startowała w Pucharze Świata w latach 1989, 1990, 1993, 1995, 1996 i 1998-2000. Srebrna medalistka mistrzostw Europy w 1993 i 1998; brązowa w 1994 i 1995. Mistrzyni Rosji w 1993, 1994, 1995 i 1998; druga w 1999; trzecia w 1997. Trzecia na mistrzostwach ZSRR w 1989 i WNP w 1992 roku.